# Colíder
Colíder – miasto i gmina w Brazylii, w stanie Mato Grosso.